# Jacques Fesch
Jacques Fesch (ur. 6 kwietnia 1930 w Saint-Germain-en-Laye, zm. 1 października 1957 w Paryżu) – francuski morderca policjanta, stracony w więzieniu La Santé, który w celi więziennej przeżył nawrócenie. W 2011 roku zakończył się etap diecezjalny jego procesu beatyfikacyjnego.

## Biogram
Ojciec Fescha, zamożny bankier belgijskiego pochodzenia, artysta i ateista, dystansował się od syna, był niewierny żonie i ostatecznie się z nią rozwiódł. Wychowany w katolicyzmie przez matkę Jacques porzucił wiarę w wieku 17 lat. W wieku 21 lat wziął ślub cywilny ze swoją ciężarną dziewczyną Pierrette. Dostał posadę w banku swego ojca. Prowadził hulaszcze i rozwiązłe życie. Zostawił swoją żonę i córkę, był też ojcem dziecka innej kobiety. Rozczarowany swoim życiem marzył o ucieczce i wyprawie wokół Pacyfiku. Jego rodzice jednak odmówili sfinansowania łodzi. 24 lutego 1954 roku uczestniczył w napadzie na kantor pewnego bankiera, podczas którego zastrzelił policjanta Jeana Vergne i zranił jednego z przechodniów. Za ten czyn w 1957 roku sąd skazał go na karę śmierci. Zginął na gilotynie.
Po jego śmierci została wydana książka pt. Za pięć godzin zobaczę Jezusa - dziennik, który Fesch pisał przez ostatnie 2 miesiące w więzieniu dla swojej sześcioletniej córeczki Weroniki.

## Stowarzyszenie
- Stowarzyszenie "Les Amis de Jacques Fesch" : https://web.archive.org/web/20130113034221/http://amisdejacquesfesch.fr/